# José Milhazes
José Manuel Milhazes Pinto ComM (Póvoa de Varzim, 2 de outubro de 1958) é um jornalista, escritor, tradutor e, atualmente, comentador político português na SIC, Antena 1 e Observador.

## Biografia
Começou os estudos secundários na Ordem Missionária dos Combonianos, mas terminou-os no Liceu Eça de Queirós da terra natal. Em 1977, parte para a União Soviética a fim de cursar História da Rússia na Universidade Estatal de Moscovo (Lomonossov) e assistir à “construção do comunismo”. Acabou por se doutorar, no ano de 1983, em Relações Internacionais pela Universidade do Porto e pela Universidade Estatal de Moscovo.
Durante a sua estadia na USSR, decidiu residir permanentemente no país e constituir família, dedicando-se à tradução de obras literárias (Lev Tolstoi, Ivan Turgueniev, Varlam Shalamov, Venedikt Erofeev, Iúri Buida) e políticas (Brejnev, Andropov, Chernenko, Gorbatchov), bem como de filmes de ficção de língua russa para português.
A 8 de Agosto de 1989, escreve a primeira crónica para a TSF e, no ano seguinte, com o lançamento do jornal "Público", torna-se seu correspondente em Moscovo. Em 2002, começa também a colaborar com a SIC. A longa permanência na União Soviética e, depois, na Rússia, permitiu-lhe assistir e participar num dos períodos mais agitados do séc. XX: a queda da “cortina de ferro” e a formação de novos Estados no Leste da Europa. Foi correspondente da Agência Lusa, SIC e RDP em Moscovo. Colaborou, igualmente, as redações em língua portuguesa da BBC e da RFI.
É, juntamente com o jornalista Carlos Fino, um dos correspondentes na Rússia mais destacados da televisão portuguesa. Para isso também contribui a sua voz, extremamente parecida com a do escritor Baptista Bastos, imitada por alguns humoristas portugueses.
O gosto pela História e a vontade de aprofundar o estudo dos “laços entre o Partido Comunista Português e o Partido Comunista da União Soviética” leva-o a realizar trabalhos de investigação nos arquivos soviéticos para o Instituto de Ciências Sociais da Universidade de Lisboa e da Fundação Mário Soares. A 7 de Janeiro de 2008, defendeu a tese de doutoramento "Influência das ideias liberais espanholas e portuguesas na Rússia" na Faculdade de Letras da Universidade do Porto, tendo o trabalho sido aprovado por unanimidade.
Autor de numerosos livros e artigos científicos publicados em diversas revistas e jornais.
Regressou a Portugal da Rússia em 2015.
Atualmente, é comentador de política externa da SIC e da RDP, colunista no jornal Observador. Além disso, realiza numerosas palestras em escolas, universidades e coletividades. Continua, igualmente, a exercer a sua profissão de tradutor e consultor.

## Obras
- Angola - O Princípio do Fim da União Soviética, Vega, 2009.
- Samora Machel - Atentado ou Acidente? - Páginas desconhecidas das relações Sovieto-Moçambicanas, Alêtheia Editores, 2010.
- Saga dos Portugueses na Rússia, INCM, 2011.
- Essencial sobre o Fim do Império Soviético, INCM, 2011.
- Portugal: «Aqui existe espírito russo…» Lisboa, em russo, Alêtheia Editores, Lisboa, 2012.
- Golpe «Nito Alves» - E Outros Momentos da História de Angola Vistos do Kremlin, Alêtheia Editores, 2013.
- Cunhal, Brejnev e o 25 de Abril, Dom Quixote, 2013.
- Madeira: Primeiro chegou a fama do vinho, depois da ilha, em russo e português, Alêtheia Editores, 2014.
- O Favorito Português de Pedro, o Grande, Livros d'Hoje, 2015 (tradução francesa: António de Vieira : l'incroyable histoire du favori juif portugais de Pierre le Grand, 2015, ed. Le Poisson Volant)
- Rússia e Europa: Uma parte do todo, Fundação Francisco Manuel dos Santos, 2016.
- A Mensagem de Fátima na Rússia, em português, polaco e russo, Alêtheia Editores, 2016.
- As minhas aventuras no País dos Sovietes, Oficina do Livro, 2017.
- Madeira - O Vinho dos Czares, Alêtheia Editores, 2017 (edição bilingue).
- Antologia do Pensamento Geopolítico e Filosófico Russo (séc. IX-séc. XXI), em colaboração com Dr. João Domingues, Dom Quixote, 2017.
- Lavrenti Béria: o carrasco ao serviço de Estaline, Oficina do Livro, 2018.
- Os Blumthal: Uma história real de vidas sacrificadas às piores utopias e tiranias do século XX, Oficina do Livro, 2019.
- Do Porto ao Gulag: a viagem secular de uma família portuense ao Império Russo-Soviético, Oficina do Livro, 2020.
- Putin: Em busca da eternidade, Sábado, 2020.
- A Mais Breve História da Rússia: dos Eslavos a Putin, Dom Quixote, 2022.
- A Mais Breve História da Ucrânia: dos príncipes de Kyiv a Zelensky , José Milhazes e Vladimir Dolin, Dom Quixote, 2022.
- A Mais Breve História da Rússia (em BD), José Milhazes e Dulce Garcia, ilustrações de Joana Afonso, Edições Asa, 2025.

## Reconhecimentos
- Comendador da Ordem da Terra de Santa Maria (Estónia) - 2006.
- Comendador da Ordem do Mérito da República Portuguesa - 7 de junho de 2013.[1]